# بيل كروجر
بيل كروجر (بالإنجليزية: Bill Krueger)‏ هو لاعب كرة قاعدة أمريكي، ولد في 24 أبريل 1958 في وكغن في الولايات المتحدة.

## وصلات خارجية
- بيل كروجر على موقعبيزبول رفرنس.كوم (الدوري الرئيسي) (الإنجليزية)
- بيل كروجر على موقعبيزبول رفرنس.كوم (الدوري الثانوي) (الإنجليزية)
- بيل كروجر على موقع مشجعي الرسوم البيانية (الإنجليزية)
- بيل كروجر على موقع كلية كرة السلة في سبورتس رفرنس.كوم (الإنجليزية)